# Victor Solf
Victor Solf, né le 20 novembre 1990 à Düsseldorf, est un auteur-compositeur-interprète allemand d'origine française.
Il est connu pour avoir été l'un des deux chanteurs et cofondateurs du groupe Her. Après le décès de Simon Carpentier en 2017, second fondateur du groupe, il continue avec une carrière solo.

## Biographie

### Enfance
Victor Solf naît le 20 novembre 1990 à Düsseldorf, d'une mère française agrégée d'allemand et d'un père musicien allemand. Il grandit avec sa mère, qui retourne en France pour reprendre ses études, et ses trois sœurs à Paris avant de déménager une nouvelle fois à Rennes à l'âge de huit ans. Bien que sa famille habite dans un quartier populaire de la ville, il entre par dérogation dans un collège prisé du centre-ville.
Adolescent, il pratique le tennis et le basket-ball et commence la chorale et le piano classique. Son professeur de piano l'incite à s'éloigner des partitions et préférer l'improvisation. C'est à cette période qu'il découvre Ray Charles qui sera une source d'inspiration pour le blues et la soul,.

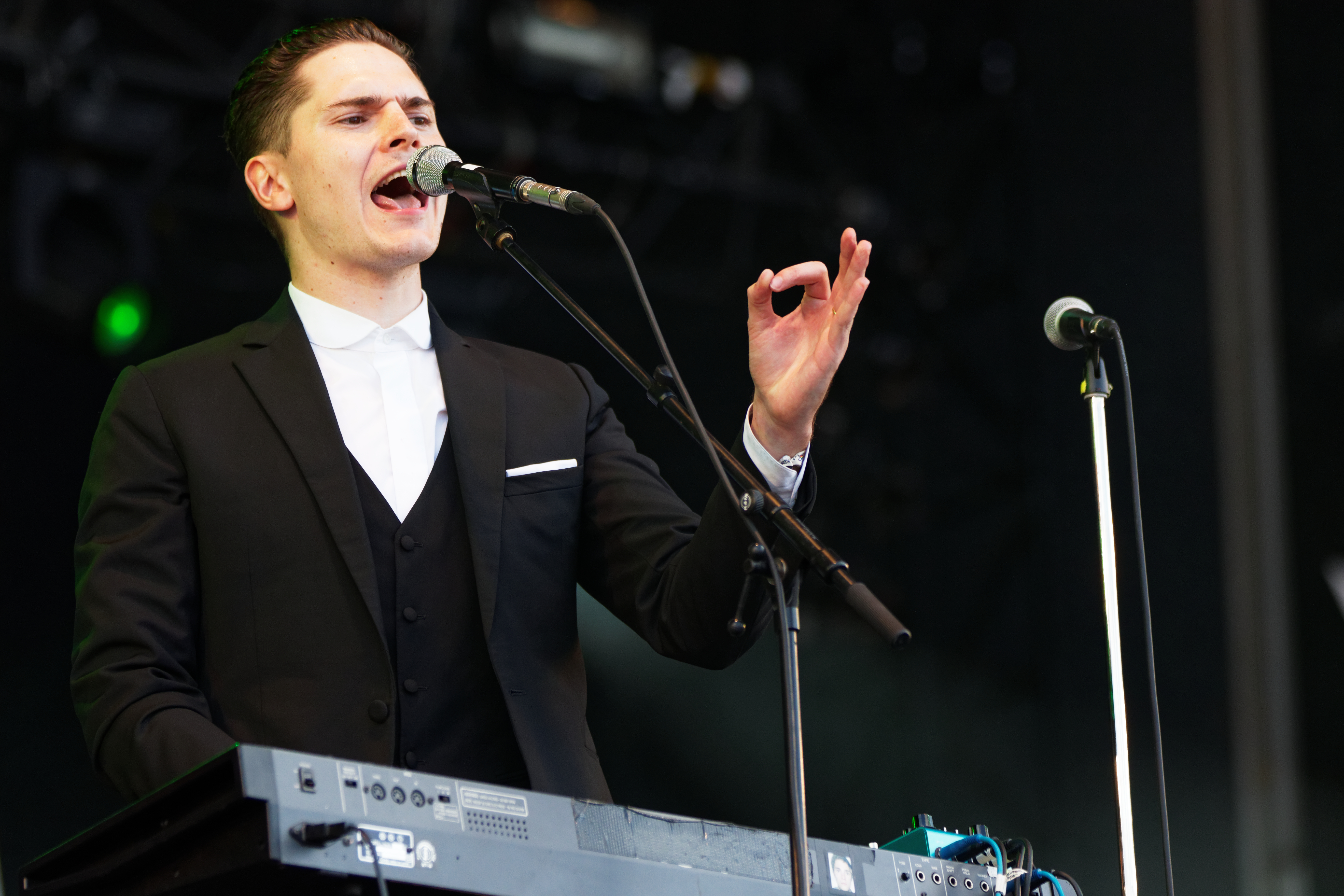
Victor Solf en 2016.

Étudiant au lycée Émile-Zola de Rennes, il rencontre son ami Vincent Naels, ensemble ils composent leurs premiers morceaux. Il entre ensuite au conservatoire pour apprendre la musique classique avant d'être membre du groupe The Popopopops pendant six ans.

### GroupeHer
Il fonde ensuite le groupe Her avec Simon Carpentier en avril 2015 et sortent l'année suivante leur premier EP Her Tape #1 et le second Her Tape #2 en 2017, ainsi que l'album Her en 2018. 
Peu de temps avant le décès du cofondateur du groupe en août 2017, Victor Solf promet à Simon de mener la sortie de l'album et une tournée internationale avec Her au bout. Victor Solf réalise une série de concerts avec le groupe et annonce sa fin après le dernier concert du groupe le 2 février 2019 au Zénith de Paris afin de pouvoir se lancer dans une carrière solo,,.

### Carrière solo
En juillet 2021, après des mois de recherche musicale pour se détacher de l'expérience avec Her, il sort son premier album solo, Still. There's Hope. 
En septembre 2024, il sort un nouveau single, Tout peut durer, et annonce son deuxième album solo pour 2025. Contrairement à son premier album, celui-ci est chanté en français pour délivrer plus d'intimité.

### Vie privée
Solf rencontre sa femme, et désormais manager, lors du festival La Route du Rock. Ils se marient en 2015, ont deux enfants et vivent à Landerneau,,.

## Discographie

### Singles
- 2019 : Traffic Lights
- 2020 : Hero
- 2020 : Santa Claus Is Back In Town
- 2021 : I Don't Fit
- 2021 : How Did We ?

### Collaborations
- 2018 : Victor Solf featuring Ivan Dorn - Right Wrong
- 2018 : Georgio featuring Victor Solf - 31 Janvier
- 2021 : Zefire featuring Victor Solf - How Did We ?